# Joaquim Simões da Hora
Joaquim Eduardo Simões da Hora (Vila Nova de Gaia, 2 de maio de 1941 — Lisboa, 1 de abril de 1996) foi um organista, professor e produtor fonográfico português.

## Vida
Concluído o Curso Superior de Órgão no Instituto Gregoriano de Lisboa sob a orientação do Prof. Antoine Sibertin-Blanc e frequentou o Curso de Livre de Clavicórdio e Interpretação de Música Antiga dirigido pelo Prof. Macario Santiago Kastner no Conservatório Nacional de Lisboa. Entre outubro e dezembro de 1970, como bolseiro da Fundação Calouste Gulbenkian, realizou um estágio de aperfeiçoamento artístico na Bélgica, sob a orientação do organista Kamiel D'Hooghe.
A sua atividade de concertista incluiu tanto apresentações regulares nos principais órgãos do país, como uma carreira internacional intensa traduzida em frequentes concertos e participações em festivais de diversos países da Europa e nos Estados Unidos da América.
Paralelamente desenvolveu um trabalho sistemático de estudo e divulgação da Música Antiga Ibérica, quer através de gravações discográficas (para as etiquetas EMI-Valentim de Carvalho, PortugalSom, Philips.Polygram, Movieplay e Virgin), tornando-se o principal produtor de música erudita em Portugal no século XX, com mais de 70 títulos discográficos realizados sob a sua direção de gravação e produção.
A sua discografia a solo conta com gravações nos órgãos históricos das catedrais do Porto, Évora, e Faro, na Igreja de St.ª Maria de Óbidos e na Capela da Universidade de Coimbra. Paralelamente, participou em discos dos Segréis de Lisboa, grupo que acompanhou tanto como intérprete com produtor desde a sua fundação - os Segréis de Lisboa foram criados em 1972 por Manuel Morais e tornaram-se o principal grupo de interpretação de música antiga em Portugal nos últimos 50 anos.
A partir de 1977 (e até dezembro de 1994), Joaquim Simões da Hora exerceu o cargo de professor da Classe de Órgão do Conservatório Nacional de Lisboa, onde levou a cabo uma importante ação de reformulação do ensino do órgão criando uma escola de intérpretes, entre discípulos diretos e indiretos, que perdura até aos nossos dias através de uma nova vitalidade do contexto organístico português. Simultaneamente, regeu diversos cursos internacionais de interpretação, ao lado de personalidades como José Luis Gonzalez Uriol, Ton Koopman, Mark Brown, Montserrat Figueras e Jordi Savall.
A 9 de junho de 1995, o Presidente da República Mário Soares atribuiu-lhe o grau de Comendador da Ordem do Infante D. Henrique.
Morreu em Lisboa, em 1996, deixando uma obra de inegável valor artístico-musical.
É considerado no meio artístico e académico como tendo sido o melhor organista português do século XX.

## Discografia Selecionada
- Hora, Joaquim Simões da (1975), O Órgão da Sé Catedral de Évora, Lusitana Música. Valentim de Carvalho, LP.

- Hora, Joaquim Simões da (1981), O Órgão de Santa Maria de Óbidos, Lusitana Música. Valentim de Carvalho, LP.

- Hora, Joaquim Simões da (1985), O Órgão da Sé Catedral do Porto, Lusitana Música. Valentim de Carvalho, LP.

- Hora, Joaquim Simões da (1994), Órgãos Históricos Portugueses: Évora & Porto, Lusitana Musica, Volume I, EMI Classics / Valentim de Carvalho. CD [Remasterização de LP].

- Hora, Joaquim Simões da & Isabel Ferrão (1994), Órgãos Históricos Portugueses: Faro & Óbidos, Lusitana Musica, Volume III, EMI Classics / Valentim de Carvalho. CD [Remasterização de LP].

- Hora, Joaquim Simões da (1994), Batalhas & Meios Registos, MoviePlay Classics. CD

- Hora, Joaquim Simões da (2002), Joaquim Simões da Hora: In Memoriam. São Vicente de Fora, 18.XII.1994, Portugaler. CD

- Hora, Joaquim Simões da (2016), Joaquim Simões da Hora: In Concert, Portugaler. CD
- Segréis de Lisboa (1974), Música Ibérica da Idade Média e do Renascimento, EMI-A Voz do Dono, LP.
- Segréis de Lisboa (1979), A Música no Tempo de Camões, EMI-A Voz do Dono, 2 LP.
- Segréis de Lisboa (1988), Música Maneirista Portuguesa, Movieplay Classics, CD.
- Segréis de Lisboa (1994), La Portingaloise, Movieplay Classics, CD.
- Various Artists (1995), Music for Christmas (A Concert of Festive Music From Around Europe), BBC Music Magazine, vol.IV nº 4, CD.

## Compositores Interpretados
Joaquim Simões da Hora gravou essencialmente música de compositores ibéricos para órgão dos séculos XVI, XVII e XVIII. Entre eles destacam-se os seguintes:
Manuel Rodrigues Coelho, António Carreira, Pedro de Araújo, Heliodoro de Paiva, Carlos Seixas, Diogo da Conceição, António Correia Braga, Estácio de Lacerna (la Serna), António Brocarte, Bartolomeu de Olagué, Sebastián Aguilera de Heredia, Francisco Correa de Arauxo, José Torrelhas, José Urros e Pedro de San Lorenzo, entre outros. Para além dos compositores ibéricos para órgão, Joaquim Simões da Hora gravou também música de François Couperin, Pierre du Mage, Girolamo Frescobaldi e Johann Pachelbel. 